# Laura de Sade
Laura de Sade, även kallad vid sitt flicknamn Laura de Noves, född 1310 i Avignon, död 6 april g.s. 1348, var hustru till greve Hugues II de Sade. Hon är utpekad som den Laura, vilken kaniken Francesco Petrarca adresserade i sina dikter.

## Liv och efterliv
Laura föddes som dotter till riddaren Audebert de Noves och Ermessende de Réal. Hon gifte sig femton år gammal den 16 januari 1325. Petrarca såg sina dikters Laura för första gången två år senare under midnattsmässan långfredagen den 6 april 1327 i kyrkan Sainte-Claire d'Avignon. Laura de Sade födde elva barn åt Hugues II de Sade: Paul, Audebert, Hugues III (förfader till den senare släkten de Sade inklusive Markis de Sade), Pierre, Jacques, Joannet, Philippe, Augière, Ermessende, Marguerite och Garsende. År 1348 avled hon i digerdöden. Märkligt nog var det samma dag, i samma månad och vid samma timma som Petrarca först hade fått syn på sin musa.
Då kung Frans I hade vägarna förbi Avignon år 1533 lät han öppna Laura de Sades grav. I kistan hittades ben och ett skrin av bly. Skrinet innehöll en medaljong och en italiensk sonett. Denna sonett berättade att detta var kvarlevorna efter den kvinna som Petrarca hade gjort vida känd. Kungen själv skrev därpå ytterligare ett epitafium, på ottave rime, fogade detta till medaljongen och sonetten i blyskrinet och lät försegla gravvården igen.
Under franska revolutionens slutliga störtande av kungamakten år 1792, förstörde revolutionärer den minoriterkyrka i Avignon där Laura de Sade låg begravd. Hennes sentida släkting markis de Sade (1740–1814), som vid denna tid åtnjöt frihet och politiskt inflytande (och kallade sig Louis Sade ), försökte förgäves få hennes kvarlevor flyttade till ett vilorum under släktens slott La Coste.

## Porträtt
Det har gjorts många porträtt av den Laura som Petrarca besjöng i sin samling Canzoniere, men ingen eventuell avbildning av henne har överlevt från hennes egen tid. Den bild som används i anslutning till denna artikel är en miniatyr gjord 1463 av en anonym florentinsk mästare. Den återfinns i en handskrift av Canzoniere förvarad i Biblioteca Laurenziana Medicea i Florens.